# Schweizer Parlamentswahlen 1866
- DL: 10
- FL: 54
- LM: 38
- ER: 4
- KK: 22

Die Schweizer Parlamentswahlen 1866 fanden am 28. Oktober 1866 statt. Zur Wahl standen 128 Sitze des Nationalrates. Die Wahlen wurden nach dem Majorzwahlrecht vorgenommen, wobei das Land in 47 unterschiedlich grosse Nationalratswahlkreise unterteilt war. Wie schon drei Jahre zuvor blieben die Freisinnigen (bzw. Radikal-Liberalen) zwar stärkste Kraft, mussten aber weitere Sitzverluste hinnehmen und verfehlten erneut die absolute Mehrheit. Wahlsiegerin wurde die linke demokratische Bewegung. In allen Kantonen waren die Wahlen in den Ständerat indirekt und erfolgten durch die jeweiligen Kantonsparlamente. Das neu gewählte Parlament trat in der 7. Legislaturperiode erstmals am 3. Dezember 1866 zusammen.

## Wahlkampf
Kurz nach den Wahlen von 1863 beschloss die Studentenverbindung Helvetia, eine Revision der schweizerischen Bundesverfassung anzustreben, mit der Volkswahl des Bundesrates als Hauptforderung. Der Wahlkampf von 1866 sollte ganz diesem Ziel gewidmet sein. Zu diesem Zweck sollte eine Massenbewegung aufgezogen werden, um die Behörden unter politischen Druck zu setzen. Wie schon 1860 ging die Helvetia ein Bündnis mit dem Grütliverein ein; die Zusammenarbeit von Intellektuellen und Gesellen sollte für eine breite Basis in der Bevölkerung sorgen. Infolge der im französisch-schweizerischen Handelsvertrag aufgeworfenen Frage der Niederlassungsfreiheit der Juden leitete der Bundesrat die Revision jedoch selbst ein. Mit ihren eigenen Vorschlägen fand die Helvetia im Parlament keine Unterstützung, weshalb sie vor der Volksabstimmung am 14. Januar 1866 die Nein-Parole beschloss. Das Stimmvolk lehnte acht von neun Verfassungsänderungen ab, nur die Gleichstellung der Juden wurde angenommen.
Beflügelt durch diesen Erfolg begann die Helvetia bald darauf mit der Unterschriftensammlung für eine Totalrevision. Im Sommer 1866 kam die Aktion aber vollständig zum Erliegen, da der preussisch-österreichische Krieg die Aufmerksamkeit auf militärische und aussenpolitische Probleme lenkte und die Verfassungsrevision in den Hintergrund drängte. Fragen wie die Stärkung der Wehrkraft oder die Neubewaffnung der Armee dominierten nun den Wahlkampf und waren weitgehend unbestritten. Während der Unterschriftensammlung hatte sich gezeigt, dass die ländliche Bevölkerung – die Hauptzielgruppe der demokratischen Bewegung – mehr an materiellen Verbesserungen interessiert war als am Ausbau der Volksrechte. Das demokratische Reformprogramm war noch zu wenig reichhaltig, um im Volk wirklich Fuss fassen zu können. Darüber hinaus war die soziale Frage weitgehend ausgeklammert worden. Alle diese Faktoren führten zu einem eher flauen Wahlkampf.
Während der 6. Legislaturperiode hatte es aufgrund von Vakanzen neun Ersatzwahlen in sieben Wahlkreisen gegeben, dabei ergaben sich Verschiebungen von der liberalen Mitte zu den Demokraten und den Katholisch-Konservativen. 1866 gab es insgesamt 65 Wahlgänge (vier weniger als drei Jahre zuvor). Nur in 29 Wahlkreisen waren die Wahlen bereits nach dem ersten Wahlgang entschieden. Wie in der zweiten Hälfte des 19. Jahrhunderts üblich, traten alle amtierenden Bundesräte zu einer Komplimentswahl an; d. h., sie stellten sich als Nationalräte zur Wahl, um sich von den Wählern ihre Legitimation als Mitglieder der Landesregierung bestätigen zu lassen. Sowohl Wilhelm Matthias Naeff als auch Jean-Jacques Challet-Venel scheiterten in ihren Wahlkreisen. Dessen ungeachtet wurden sie anschliessend von der Bundesversammlung knapp in ihrem Amt bestätigt. Mit der letzten Ergänzungswahl am 20. Januar 1867 war der Nationalrat komplett.
Im Vergleich zu 1863 war die Wahlbeteiligung 4 Prozent höher. Dies ist insbesondere auf eine sprunghaft angestiegene Beteiligung im Kanton Zürich zurückzuführen (von 18,6 % auf 59,3 %). In den meisten anderen Kantonen hingegen war ein leichter Rückgang zu verzeichnen. Wie üblich den höchsten Wert wies der Kanton Schaffhausen auf, wo aufgrund der Wahlpflicht 86,3 % ihre Stimme abgaben. Das Schlusslicht bildete der Kanton Schwyz mit 17,0 %. Eindeutige Wahlverlierer waren die Freisinnigen mit fünf Sitzverlusten, am stärksten legten die Demokraten zu (+4 Sitze).

## Ergebnis der Nationalratswahlen

### Gesamtergebnis
Von 561'669 volljährigen männlichen Wahlberechtigten nahmen 284'020 an den Wahlen teil, was einer Wahlbeteiligung von 50,6 % entspricht. In diesen Zahlen nicht mitberücksichtigt sind die Kantone Appenzell Ausserrhoden, Appenzell Innerrhoden, Glarus, Obwalden, Nidwalden und Uri: Dort erfolgte die Wahl durch die jeweilige Landsgemeinde, weshalb keine genauen Resultate verfügbar sind.
Die 128 Sitze im Nationalrat verteilten sich wie folgt:
| \| Partei \| Sitze 1863 \| vor Auf- lösung \| Sitze 1866 \| +/− \| Wähler- anteil \| +/− \| \| ------------ \| ---------- \| --------------- \| ---------- \| --- \| -------------- \| ------ \| \| FL \| 59 \| 59 \| 54 \| −5 \| 39,6 % \| −4,5 % \| \| LM \| 37 \| 34 \| 38 \| +1 \| 28,4 % \| +4,6 % \| \| KK \| 21 \| 22 \| 22 \| +1 \| 17,0 % \| −2,0 % \| \| DL \| 6 \| 8 \| 10 \| +4 \| 10,5 % \| +3,8 % \| \| ER \| 5 \| 5 \| 4 \| −1 \| 02,9 % \| −1,7 % \| \| Diverse \| – \| – \| – \| – \| 01,6 % \| +0,1 % \| \| kl. Parteien \| – \| – \| – \| – \| − \| −0,3 % \| | - FL = Freisinnige Linke (Freisinnige, Radikale, Radikaldemokraten) - LM = Liberale Mitte (Liberale, Liberaldemokraten) - KK = Katholisch-Konservative - ER = Evangelische Rechte (evangelische/reformierte Konservative) - DL = Demokratische Linke (extreme Linke, Demokraten) |                 |            |     |                |        |
| Partei | Sitze 1863 | vor Auf- lösung | Sitze 1866 | +/− | Wähler- anteil | +/−    |
| FL | 59 | 59              | 54         | −5  | 39,6 %         | −4,5 % |
| LM | 37 | 34              | 38         | +1  | 28,4 %         | +4,6 % |
| KK | 21 | 22              | 22         | +1  | 17,0 %         | −2,0 % |
| DL | 6 | 8               | 10         | +4  | 10,5 %         | +3,8 % |
| ER | 5 | 5               | 4          | −1  | 02,9 %         | −1,7 % |
| Diverse | – | –               | –          | –   | 01,6 %         | +0,1 % |
| kl. Parteien | – | –               | –          | –   | −              | −0,3 % |

Hinweis: Eine Zuordnung von Kandidaten zu Parteien und politischen Gruppierungen ist nur bedingt möglich. Der politischen Wirklichkeit des 19. Jahrhunderts entsprechend kann man eher von Parteiströmungen oder -richtungen sprechen, deren Grenzen teilweise fliessend sind. Die verwendeten Parteibezeichnungen sind daher eine ideologische Einschätzung.

### Ergebnisse in den Kantonen
Die nachfolgende Tabelle zeigt die Verteilung der errungenen Sitze auf die Kantone.
| Kanton                 | Sitze total | Wahl- kreise | Betei- ligung | FL | FL | LM | LM | KK | KK | DL | DL | ER | ER |
| ---------------------- | ----------- | ------------ | ------------- | -- | -- | -- | -- | -- | -- | -- | -- | -- | -- |
| Aargau                 | 10          | 3            | 78,4 %        | 2  | −2 | 7  | +3 | 1  | −1 |    |    |    |    |
| Appenzell Ausserrhoden | 2           | 1            | –             | 1  | +1 | 1  | −1 |    |    |    |    |    |    |
| Appenzell Innerrhoden  | 1           | 1            | –             |    |    |    |    | 1  |    |    |    |    |    |
| Basel-Landschaft       | 3           | 1            | 61,7 %        | 2  | −1 | 1  | +1 |    |    |    |    |    |    |
| Basel-Stadt            | 2           | 1            | 66,6 %        | 1  |    | 1  |    |    |    |    |    |    |    |
| Bern                   | 23          | 6            | 43,7 %        | 19 | −1 |    |    |    |    |    |    | 4  | +1 |
| Freiburg               | 5           | 2            | 33,9 %        |    |    |    |    | 5  |    |    |    |    |    |
| Genf                   | 4           | 1            | 52,7 %        | –  | −4 | 4  | +4 |    |    |    |    |    |    |
| Glarus                 | 2           | 1            | –             | 1  | +1 | 1  | −1 |    |    |    |    |    |    |
| Graubünden             | 5           | 3            | 47,3 %        | 2  |    | 2  |    | 1  |    |    |    |    |    |
| Luzern                 | 7           | 3            | 31,4 %        | 5  |    |    |    | 2  |    |    |    |    |    |
| Neuenburg              | 4           | 1            | 26,4 %        | 4  |    |    |    |    |    |    |    |    |    |
| Nidwalden              | 1           | 1            | –             |    |    |    |    | 1  |    |    |    |    |    |
| Obwalden               | 1           | 1            | –             |    |    |    |    | 1  |    |    |    |    |    |
| Schaffhausen           | 2           | 1            | 86,9 %        |    |    | 1  |    |    |    | 1  |    |    |    |
| Schwyz                 | 2           | 1            | 17,0 %        |    |    | 1  | +1 | 1  | −1 |    |    |    |    |
| Solothurn              | 3           | 1            | 61,8 %        | 2  |    |    |    | 1  |    |    |    |    |    |
| St. Gallen             | 9           | 3            | 66,6 %        | 2  |    | 3  | −2 | 1  | +1 | 3  | +1 |    |    |
| Tessin                 | 6           | 2            | 47,2 %        | 3  | −1 | 1  |    | 2  | +1 |    |    |    |    |
| Thurgau                | 5           | 1            | 70,7 %        | 1  |    | 1  | −1 | 1  |    | 2  | +1 |    |    |
| Uri                    | 1           | 1            | –             |    |    |    |    | 1  |    |    |    |    |    |
| Waadt                  | 11          | 3            | 33,2 %        | 7  | +2 | 4  |    |    |    | −  | −2 |    |    |
| Wallis                 | 5           | 3            | 52,7 %        | 2  |    |    |    | 3  |    |    |    |    |    |
| Zug                    | 1           | 1            | 30,7 %        |    |    | 1  |    |    |    |    |    |    |    |
| Zürich                 | 13          | 4            | 59,3 %        |    |    | 9  | −2 |    |    | 4  | +4 | −  | −2 |
| Schweiz                | 128         | 47           | 50,6 %        | 54 | −5 | 38 | +1 | 22 | +1 | 10 | +4 | 4  | −1 |